# ماتياس أوجالا
ماتياس أوجالا (بالفنلندية: Matias Ojala)‏ هو لاعب كرة قدم فنلندي في مركز الوسط، ولد في 28 فبراير 1995 في أولو في فنلندا. شارك مع منتخب فنلندا تحت 19 سنة لكرة القدم. أما مع النوادي، فقد لعب مع AC Oulu ‏.

## وصلات خارجية
- ماتياس أوجالا على موقع الاتحاد الأوربي (الإنجليزية)
- ماتياس أوجالا على موقع قاعدة بيانات كرة القدم.إي يو (الإنجليزية)
- ماتياس أوجالا على موقع Soccerway.com (الإنجليزية)
- ماتياس أوجالا على موقع عالم كرة القدم.نت (الإنجليزية)